# Szenilla nyomában
A Szenilla nyomában (eredeti cím: Finding Dory) 2016-ban bemutatott  amerikai 3D-s számítógépes animációs film, amely a 2003-ban bemutatott Némó nyomában című animációs film folytatása. A mozifilm a Pixar Animation Studios gyártásában készült, a Walt Disney Pictures forgalmazásában jelent meg. Műfaját tekintve kalandfilm, filmvígjáték és filmdráma. A filmet az első részt is jegyző Andrew Stanton rendezte, társrendezője Angus MacLane. Az első film főszereplői a folytatásban is visszatérnek, így a két főszereplő ismét Ellen DeGeneres és Albert Brooks hangján szólal meg.
A történet középpontjában ezúttal az első filmből jól ismert, memóriazavarban szenvedő doktorhal, Szenilla áll.
Amerikában 2016. június 17-én, Magyarországon egy nappal korábban, 16-án mutatták be a mozikban.

## Cselekmény
Szenilla, a kis palettás doktorhal gyerekkorától kezdve a kaliforniai Tengeri Élővilág nevű ócenáriumi intézetben él a szüleivel, Jenny-vel és Charlie-val. Rövidtávú memóriazavara miatt a szülei arra tanítják, hogyan boldoguljon hiányos emlékezettel a világban. Egy nap azonban egy csővezetéken keresztül kikerül az intézet falai közül és eltűnik az óceánban. Megpróbálja megkeresni a szüleit, ám különös memóriazavara ebben igencsak hátráltatja. Évekkel később már nem is emlékszik rá, hogy mit keres. Végül találkozik egy Pizsi nevű bohóchallal, akinek segít megtalálni elveszett fiát, Némót, és az események után ott marad velük a Nagy Korallzátonyon.
Egy napon, egy kisebb baleset következtében, Szenillából előtörnek a gyerekkori emlékei és eszébe jut, hogy van valahol egy családja, akik már nagyon hiányoznak neki. A Tengeri Élővilág nevű helyre emlékezve, Pizsivel és Némóval kiegészülve, útnak indul Kalifornia partjai felé, hogy megtalálja a családját. A trió hosszú utat jár be, mígnem végül megérkeznek a kaliforniai-öbölbe, ám miután megtámadja őket egy óriási tintahal, ami kis híján megöli Némót, Pizsi megharagszik Szenillára, és elkergeti őt, így aztán különválnak. Szenilla így egymaga folytatja a keresést, végül pedig a Tengeri Élővilág dolgozói kifogják őt (mert ráragadt a testére egy műanyag csomagolópapír), és az intézetbe viszik meggyógyítani.
Itt Szenilla találkozik egy Hank nevű hétkarú polippal, aki közli vele, hogy hamarosan át fogják őt szállítani Clevelandbe, egy másik intézetbe – erről árulkodik a Szenilla uszonyára kötözött címke. Hank szintén szeretne Cleveland-be jutni, ezért felajánlja, hogy a címkéért cserébe segít a doktorhalnak megtalálni a családját. Egy üvegben keresztülhordozza kis szövetségesét az intézetben, hogy együtt megtalálják Szenilla szüleit. Közben megismerkednek Sorssal, a kedves cetcápával, (aki Szenilla gyerekkori jó barátja), és Bénivel, a beluga delfinnel, akik szintén segítséget nyújtanak a keresésben. Ezalatt Pizsi és Némó próbálják megtalálni Szenillát, s miután két oroszlánfókától megtudják, hol keressék őt, együttesen megkísérelnek behatolni az intézetbe.
Hank segítségével Szenilla végül megtalálja a régi otthonát, ám szüleit sajnálatos módon már nem leli ott. Az ottani halaktól megtudja, hogy az összes doktorhalat már elszállították egy karanténba, hogy onnan küldjék tovább őket Cleveland-be. A csatornacsövön keresztül megpróbál eljutni hozzájuk, ám eltéved, s már épp feladná a keresést, mikor összetalálkozik Pizsivel és Némóval, akik szintén a csatornán át próbáltak az intézetbe jutni. Pizsi bocsánatát fejezi ki Szenillának, amiért goromba volt vele, és biztosítja róla, hogy meg fogja találni a szüleit, mert hihetetlenül kitartó és nem ismer lehetetlent.
Így most már hárman együtt folytatják a keresést. Mikor végre megtalálják a karanténban lévő doktorhalakat, Szenilla még ott sem leli meg a szüleit; az ottaniak szerint, mikor Jenny és Charlie elvesztették Szenillát, megszöktek az intézetből, hogy megkeressék őt, de sose tértek vissza. A hír teljesen lesújtja Szenillát. Közben a doktorhalak átszállítása Clevelandbe megkezdődik, az akváriumokat felrakják egy teherautóra. Szenillának sikerül megmenekülnie, és visszajutnia a tengerbe, Pizsi és Némó azonban csapdába esnek az akváriumok mélyén.
Szenillát teljesen lesújtja a gondolat, hogy elvesztette a barátait, és a szüleit sem találja semerre. Azonban, mikor a tengerben talál egy különös kagylóösvényt (és eszébe jut, hogy a szülei mindig arra tanították, hogy ezt követve hazatalál), a nyomok mentén végre újra egyesül rég nem látott szüleivel. Jenny és Charlie az elmúlt éveket Szenilla keresésével töltötték, és eme különös kagylóösvény kiépítésével remélték, hogy elveszett lányuk egy nap hazatér. Szenillát mérhetetlen örömmel tölti el, hogy rátalált a családjára, ám ezután eszébe jut, hogy meg kell mentenie a barátait is. A szülei, valamint Sors, Béni, és Hank utólagos segítségével sikerül megszöktetniük Pizsit és Némót, és az összes többi halat az akváriumukból. A történtek után valamennyien visszatérnek a Nagy Korallzátonyhoz.
Szenilla ettől kezdve újfajta hozzáállással éli tovább életét a szülei és a barátai oldalán, miközben megtanulja elfogadni, hogy a memóriabetegsége ellenére is képes az önálló boldogulásra. A szerettei által pedig végre igazi otthonra és igazi családra talál.
A stáblista végén láthatjuk, hogy az első filmben megismert akváriumi csapat eljut a Tengeri Élővilág intézetbe, ahol hamarosan őket is kifogják, és az intézetben mindannyian új életet kezdhetnek.

## Szereplők
| Szereplő         | Szereplő         | Eredeti hang       | Magyar hang          | Fajtája         |
| Magyarul         | Angolul          | Eredeti hang       | Magyar hang          | Fajtája         |
| ---------------- | ---------------- | ------------------ | -------------------- | --------------- |
| Szenilla         | Dory             | Ellen DeGeneres    | Zakariás Éva         | doktorhal       |
| Pizsi            | Marlin           | Albert Brooks      | Király Attila        | bohóchal        |
| Némó             | Nemo             | Hayden Rolence     | Draskóczy Balázs     | bohóchal        |
| Jenny            | Jenny            | Diane Keaton       | Kovács Nóra          | doktorhal       |
| Charlie          | Charlie          | Eugene Levy        | Csankó Zoltán        | doktorhal       |
| Sors             | Destiny          | Kaitlin Olson      | Sallai Nóra          | cetcápa         |
| Béni             | Bailey           | Ty Burrell         | Görög László         | beluga delfin   |
| Hank             | Hank             | Ed O’Neill         | Dörner György        | polip           |
| Mázli            | Fluke            | Idris Elba         | Bognár Tamás         | oroszlánfóka    |
| Csúzli           | Rudder           | Dominic West       | Scherer Péter        | oroszlánfóka    |
| Cool             | Crush            | Andrew Stanton     | Galambos Péter       | tengeri teknős  |
| Szotyi           | Squirt           | Bennett Dammann    | Vida Bálint          | tengeri teknős  |
| Holdhal          | Moonfish         | Angus MacLane      | Petridisz Hrisztosz  | holdhal         |
| Csirkehal        | Chicken fish     | Katherine Ringgold | Császár András       | csirkehal       |
| Plecsni tanár úr | Mr. Ray          | Bob Peterson       | Faragó András        | sasrája         |
| Búb              | Gill             | Willem Dafoe       | Reviczky Gábor       | márványhal      |
| Süke             | Deb              | Vicki Lewis        | Farkasinszky Edit    | poroszhal       |
| Sztár            | Peatch           | Allison Janney     | Horváth Lili         | tengeri csillag |
| Lufi             | Bloat            | Brad Garett        | Vass Gábor           | gömbhal         |
| Hypo             | Gurgle           | Stephen Root       | Gergely Róbert       | királyi gramma  |
| Jaquas           | Jaquas           | Jerome Ranft       | Várkonyi András      | ostoros garnéla |
| Bill             | Bill             | John Ratzenberger  | Sörös Miklós         | rák             |
| Stan             | Stan             | Bill Hader         | Szabó Sipos Barnabás | sügér           |
| Stan felesége    | Stan's wife      | Kate McKinnon      | Náray Erika          | sügér           |
| Gyerek Szenilla  | Child Dory       | Sloane Murray      | Vakán Míra           | doktorhal       |
| Kamasz Szenilla  | Calf Dory        | Lucia Geddes       | Gulás Fanni          | doktorhal       |
| Carl             | Carl             | Alexander Gould    | Morvay Gábor         | ember           |
| Abby             | Abby             | Torbin Xan Bullock | Bálizs Anett         | ember           |
| Kautzky Armand   | Sigourney Weaver | Sigourney Weaver   | Kautzky Armand       | ember           |

Énekesek: Bolba Éva, Boros Sándor, Boros Tibor, Fellegi Lénárd, Füredi Nikolett, Katona Tamás, Óvári Éva, Pál Dániel Máté, Pál Zsófia Kira, Péter Barbara, Sánta László, Sütő Rita, Tóth Péter
További magyar hangok: Ács Balázs (Rák, Turista #1, Hal #1), Ágoston Péter (Alex), Bálint Adrienn (Turista #2, Hal a medencében, Sárga hal #1), Bálizs Anett (Turista #3), Boldog Emese (Bernadette, Turista #4), Csadi Zoltán (Doktorhal #1, Tengeri féreg #1), Draskóczy Barnabás, Erdős Borcsa (Cindy, Tengeri féreg #2), Fehér Péter, Fellegi Lénárd (Doktorhal #2), Galiotti Barbara (Sárga hal #2, Hal #2), Gardi Tamás, Gergely Attila (Hutch), Gerő Botond (Ginger), Gerő Soma, Gyarmati Laura (Turista #5, Osztálytárs #1), Györke Laura (Teknőc, Turista #6, Hal #3), Hermann Lilla (Turista #7, Hal #4), Holl Nándor, Horváth-Töreki Gergely (Beteg hal, Turista #8, Sárga hal #3), Juhász Zoltán (Tengericsillag #1, Hal #5), Kántor Kitty (Hal #6, Gyerek az autóban #1), Kisfalusi Lehel (Tengeri féreg #3, Hal #7), Kiss Bernadett, Laurinyecz Réka (Doktorhal #3, Turista #9), Lippai László (Sirály), Németh Kriszta (Carol), Oroszi Tamás (Clayton, Tengeri uborka #1, Sárga hal #4), Pap Katalin (Lindsay, Doktorhal #4), Pekár Adrienn, Péter Richárd (AJ, Tengeri uborka #2, Doktorhal #5), Petridisz Hrisztosz (Doktorhal #6), Pintér Mónika (Sárga hal #5, Hal #8), Posta Victor (Angus, Doktorhal #7, Tengeri féreg #4, Turista #10), Sági Tímea, Simon Aladár (Archer, Tengericsillag #2, Sárga hal #6), Sipos Eszter Anna (Bill szomszédja), Solecki Janka (Daisy), Sörös Miklós (Ben, Tengeri sün), Straub Martin (Gyerek az autóban #2, Osztálytárs #2), Szabó Andor (Doktorhal #8, Turista), Szórádi Erika (Debbie), Szőlőskei Tímea (Furcsa hal, Turista #11, Hal #9), Szűcs Anna Viola (Phoebe, Turista #12, Gyerek az autóban #3), Tóth Nikolett, Vámos Mónika (Remeterák, Turista #13),

## Produkció

### Előkészületek
A folytatás lehetősége már az első film sikere után megfogalmazódott az alkotókban, hasonlóan a Toy Story 3 és a Szörny Rt. 2 elkészítésével együtt. A Pixar akkori vezetője, Steve Jobs és a Disney igazgatója, Micheal Eisner között azonban nézeteltérések alakultak ki, ezért megállapodtak egy új animációs stúdió, a Cricle 7 Animation létrehozásában, ahol lehetőség lett volna ezeknek a folytatásoknak az elkészítésére. A stúdió azonban csupán 2002 és 2005 között működött, és a tervezett folytatások elkészítése végül visszakerült a Pixarhoz. Laurie Craig írta meg a Némó folytatásának első forgatókönyvét, de miután a Cricle 7 Animation becsődölt, a projekt ismét Andrew Stanton kezében volt, aki nem találta jónak a szkriptet és elvetette. Viszont bejelentette, hogy a Pixar dolgozik a folytatáson.
Stanton véleménye szerint a legnehezebb része a folytatás létrejöttének az volt, miképp vigyék tovább a Némó történetét, amit egyszeri elmondású történetnek szántak. Állítása szerint többször újra kellett néznie a filmet, amíg azon gondolkodott, hol érdemes felvenni a folytatásnak a sztori vonalát, hol van olyan elvarratlan szál, amire érdemes még egy filmet alapozni. Végül 2010-ben fogalmazódott meg benne a gondolat, hogy mi lenne, ha nem Némó sztorijára koncentrálnának a folytatásban, hanem valaki máséra. Az első személy, aki eszébe jutott, Szenilla volt. Észszerűnek tartotta, hogy a film őt állítsa középpontba, és az ő háttértörténetét mutassa be. Mikor Stanton ezt kitalálta, a Pixar már rögtön tárgyalásba is kezdett Ellen DeGeneres-szel arról, hogy visszatér-e a folytatásban. 2012-ben DeGeneres közreműködése a filmhez hivatalossá vált. Victoria Strouse kezdte el írni a film forgatókönyvét Stanton-nal együtt, a premiert pedig 2015 novemberére tűzték ki. Később eltolták 2016-ra, mivel a Pixar ugyanabban az évben jelentette meg két másik filmjét, az Agymanók és a Dínó tesó című alkotásokat, utóbbit eredetileg 2014-re szánták.

### A történet
2012 júliusában Andrew Stanton bejelentette a film hivatalos történetét: "A középpontban ezúttal az első film humoros főszereplője, Szenilla fog állni" – nyilatkozta a rendező. – "Azt találtuk ki, megismertetjük a közönséggel az ő történetét, a családi hátterét, hogy honnan is származik, stb. Az első filmben olyan gyorsan belecsöppen a sztoriba, hogy szinte alkalmunk sincs megismerni őt. De most végre itt a lehetőség!" Stanton elárulta, hogy a történet egy évvel az első film eseményei után fog játszódni, helyszíne pedig a kaliforniai-öböl lesz. A film emellett burkoltan utalni fog a bálnák veszélyeztetettségére, a lakóhelyük és fajuk rohamos kipusztulására, melyekért részben az emberek a felelősek. Ahogy azonban a forgatókönyvet írták, a bálna-szereplőket egy idő után elvetették, mert rájöttek, hogy a film központi eleme nem igazán egyeztethető össze a rájuk fókuszáló cselekményszállal. Szenilla kapcsán a különös memóriabetegségét és az azzal való együttélést akarták kidolgozni, ez pedig nem fért össze a bálnák kihalásának problémájával (ráadásul a Blackfish – Egy kardszárnyú delfin története című 2013-ban megjelent dokumentumfilm után nem akartak egy hasonló, bálnákról szóló történetet bemutatni). Helyette azt találták ki, hogy az új szereplők mindegyikének legyen valamilyen fizikai vagy mentális problémája, amelyet megpróbálnak leküzdeni a film során, ahogy Szenilla is a saját betegségét. Emellett azonban, mivel az első rész is tartalmazott némi burkolt felhívást a tengeri élővilágra való tudatosabb odafigyelésre, azt akarták, hogy ez az új történetben is benne legyen. Így találták ki, hogy az ócenárium, ahová Szenilla keveredik, egyben egy halkórház is legyen, amely főleg olyan halak gyógyítására szakosodott, amik emberi szennyeződés által betegedtek meg, ezzel pedig felhívják a figyelmet az óceánszennyezés jelenlegi, súlyos problémájára.

### A szereplők
2012 augusztusában került nyilvánosságra, hogy Ellen DeGeneres visszatér a folytatásban. A híres amerikai talk show házigazdája személyesen a műsorában jelentette be, hogy elvállalta Szenilla szerepét a Némó nyomában folytatásában: 

„Már nagyon, nagyon, nagyon, nagyon, nagyon, nagyon régóta vártam erre a napra. Egy örökkévalóságnak tűnt. A Pixar már a tizenhatodik Toy Storyt csinálja, és most végre eszükbe jutott, hogy a Némó nyomábant is folytassák. De bizton állíthatom, megérte a várakozást. A forgatókönyv fantasztikus, mindent imádtam benne, amit az eredetiben. Rengeteg benne a humor, az érzelem, és a legjobb, hogy Szenilla a főszereplője!”

Még ugyanebben az évben bejelentették, hogy Albert Brooks szintén visszatér Pizsi szerepére. Hasonlóan Willem Dafoe, aki az első részben Búb, a márványhal hangját kölcsönözte. Vicki Lewis és Alison Janney, akik szintén közreműködtek az első részben, a folytatásban is elvállalták korábbi szerepüket. Új szereplőként csatlakozott a filmhez Diane Keaton és Eugene Levy, akik az új filmben Szenilla elveszett szüleit alakítják. További szereplők  hangjaiként csatlakozott Kaitlin Olson és Ty Burrell, akik Szenilla gyerekkori barátait játsszák, valamint Jack Nicholson, aki egy gyilkos bálna hangján szólal meg. Nicholson később otthagyta a szerepet, így a karakterét kiírták a történetből, míg Olson és Burrell karakterét megváltoztatták bálnákról cetcápára és egy belugára. 2015-ben bejelentették, hogy Idris Elba, Dominic West és Ed O’Neill csatlakozott a stábhoz, az előbbiek két oroszlánfókának, míg az utóbbi egy polip hangját kölcsönözni. Az előző film főszereplőjének Némónak, Hayden Rolence, tízéves gyermekszínész vette át a hangját, miután előző hangadója Alexander Gould kinőtte a szerepet, hiszen az első film során még csak kilencéves volt, s azóta a hangja jelentősen megváltozott.
A szereposztás további érdekessége, hogy a filmben szereplő óceanárium (az angol eredetiben: Marine Life Institute) hangosbemondójának hangja Sigourney Weaver, aki a filmben önmagát alakítja, és saját nevén mutatkozik be. A szereplő magyar hangja Kautzky Armand, aki az eredetihez hasonlóan, szintén saját nevével bemutatkozva köszönti az intézet látogatóit.

### Gyártás
Az első rész óta eltelt évek alatt a stúdió animációs teljesítménye jelentősen fejlődött, így ebben a filmben sokkal komplexebb látvány elérésére törekedtek. Ahhoz, hogy a víz alatti életet még valósághűbbé tegyék, mint az első filmben, az animátorok teljesen újratervezték a RenderMan elnevezésű szoftvert, amellyel a látványanimációt sikerült fotórealisztikus szintre emelniük. Emellett, ugyancsak sok időt rászántak a tengeri élőlények tanulmányozására, hogy minél valósághűbben ábrázolják őket. A Tengeri Élővilág nevű intézetet valójában a kaliforniai Monterey Bay és a Marine Mammal Center nevű óceánáriumokról mintázták. Az animátorok hónapokat töltöttek ócenáriumokban és egyéb tengeri élőlényekkel foglalkozó kutatóintézetekben, hogy anyagot gyűjtsenek a filmhez. Készítettek több száz fotót az élőlényekről, beszéltek az ott dolgozó szakemberekkel, sőt még az épületek szerkezeti felépítését is lerajzolták, ezeknek megismerése ugyanis a történet szempontjából  rendkívül fontos volt. A Pixar 25 év alatt ehhez a filmjéhez hajtotta végre először a legnagyobb mértékű változtatást az animáció minőségében.